# إقليم ويلينغتون
إقليم ويلينغتون (بالإنجليزية: Wellington Region)‏ هو أقليم في نيوزيلندا، بلغ عدد سكانه 504٬900 نسمة، في 2016، عاصمته ويلينغتون، تبلغ مساحته 8٬140 كيلومتر مربع.

## الموقع
يشترك في الحدود مع:
- ماناواتو - وانجانوي
- إقليم مارلبورو.

## أعلام
- كوينتن دونالد